# Roslyn (Nowy Jork)
Roslyn – wieś w Stanach Zjednoczonych, w stanie Nowy Jork, w hrabstwie Nassau.